# Nakajima L2D
Die Nakajima L2D war ein japanisches Transportflugzeug und in dieser Eigenschaft der wichtigste Typ der Fliegerkräfte Japans im Zweiten Weltkrieg. Von diesem Lizenzbau der US-amerikanischen DC-3 entstanden etwa 450 Exemplare. Die alliierte Codebezeichnung lautet Tabby.

## Geschichte
Nachdem Nakajima Hikōki bereits drei Jahre zuvor die Lizenz zum Bau der DC-2 gekauft hatte, erwarb das Unternehmen 1938 für 90.000 US-Dollar die Rechte für den Nachbau der DC-3. Das Muster wurde etwas umgeändert und den japanischen Produktionsstandards angepasst. Als Antriebe dienten zwei einheimische Mitsubishi-Kinsei-43-Sternmotoren. Konzipiert war die L2D als freitragender Tiefdecker in Ganzmetallbauweise. Der Prototyp L2D1 flog erstmals im Oktober 1939. Ab 1940 begann bei Nakajima die Fertigung der als L2D2 bezeichneten Serienexemplare, die 1942 nach der 71. Maschine auslief.
Im März 1942 übernahm Shōwa Hikōki Kōgyō die Produktion und brachte noch einige Versionen mit anderen Motoren heraus. Die L2D befand sich an allen japanischen Kriegsschauplätzen im Einsatz und wurde auch zur Seeüberwachung verwendet.

## Versionen von Shōwa
- L2D2-1: Transporter mit vergrößerter Ladeluke
- L2D3 und L2D3-1: Versionen mit zwei Mitsubishi-Kinsei-51-Motoren zu je 975 kW (1.325 PS)
- L2D3a und L2D3-1a: Serien mit zwei Mitsubishi-Kinsei-53-Triebwerken zu je 975 kW (1.325 PS)
- L2D4 und L2D4-1: bewaffnete Ausführungen mit einem 13-mm-MG in einem Drehturm auf dem Rumpfrücken sowie je einem 7,7-mm-MG links und rechts im Rumpf
- L2D5: Sparversion, bedingt durch die kriegsbedingte Duraluminverknappung, aus Holz unter Verwendung einiger Stahlkomponenten mit zwei Mitsubishi-Kinsei-62-Motoren zu je 1.170 kW (1590 PS)

## Technische Daten
| Kenngröße             | Daten (L2D3-1a)                                                       |
| --------------------- | --------------------------------------------------------------------- |
| Besatzung             | 2–5                                                                   |
| Länge                 | 19,51 m                                                               |
| Spannweite            | 28,96 m                                                               |
| Höhe                  | 5,18 m                                                                |
| Flügelfläche          | 91,7 m²                                                               |
| Flügelstreckung       | 9,1                                                                   |
| Leermasse             | 7.218 kg                                                              |
| Startmasse            | 12.500 kg                                                             |
| Antrieb               | zwei luftgekühlte 14-Zylinder-Doppelsternmotoren Mitsubishi Kinsei 53 |
| Leistung              | je 975 kW (1.326 PS)                                                  |
| Höchstgeschwindigkeit | 392 km/h                                                              |
| Marschgeschwindigkeit | 241 km/h                                                              |
| Steigzeit             | 16:02 min auf 5.000 m Höhe                                            |
| Dienstgipfelhöhe      | 6.500 m                                                               |
| Reichweite            | max. 3.000 km                                                         |